# Grasblättrige Kresse
Die Grasblättrige Kresse oder auch Grasblatt-Kresse (Lepidium graminifolium) ist eine Pflanzenart aus der Gattung der Kressen (Lepidium) innerhalb der Familie der Kreuzblütengewächse (Brassicaceae).

## Beschreibung

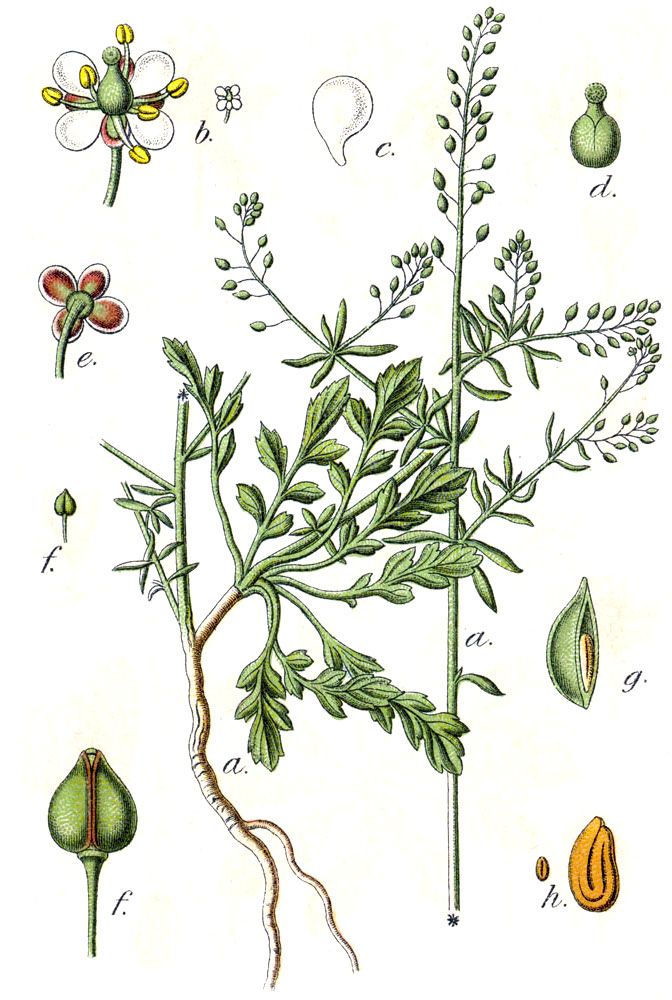
Illustration

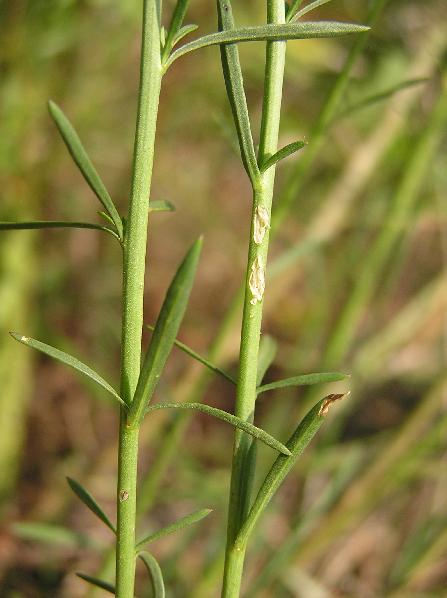
Stängel und Stängelblätter

Von den anderen Lepidium-Arten unterscheidet sich Lepidium graminifolium vor allem durch die Form ihrer Stängelblätter und die Form ihrer Früchte.

### Vegetative Merkmale
Bei der Grasblättrige Kresse handelt es sich um eine ausdauernde krautige Pflanze, die Wuchshöhen von 20 bis 70 Zentimetern erreicht. Der Stängel ist meist von Grund auf sparrig verzweigt, mit mehr oder weniger steifen, geraden Zweigen.
Die Laubblätter sind in einer grundständigen Rosette und wechselständig recht verstreut am Stängel verteilt angeordnet. Die Grundblätter sind in Blattstiel und -spreite gegliedert. Ihr Blattstiel mit einer Länge von etwa  bis 10 Zentimeter relativ lang und am Grunde etwas häutig verbreitert. Sie sind dicht mit spitzen, sichelförmig gebogenen Haaren besetzt. Ihre Spreite ist lanzettlich-spatelförmig, kerbig gezähnt oder am Grunde fiederig eingeschnitten und dadurch etwas leierförmig mit breiten, stumpfen, auswärts gebogenen Seitenlappen. Die Blattspreite der Stängelblätter ist bei einer Länge von 1 bis 4 Zentimetern sowie einer Breite von 1 bis 5 Millimetern ziemlich klein sowie sehr schmal, lineal bis lanzettlich und ganzrandig.

### Generative Merkmale
Die Blütezeit reicht von Juni bis Juli. In einem anfangs schirmtraubigen, später durch deutliche Streckung der Blütenstandsachse bis zur Fruchtreife, traubigen Blütenstand stehen viele Blüten zusammen.
Die relativ kleinen, zwittrigen Blüten sind vierzählig mit doppelter Blütenhülle. Die vier Kelchblätter sind bei einer Länge von etwa 1 Millimeter eiförmig. Die vier weißen Kronblätter sind in eine verkehrt-eiförmige bis spatelförmige Platte und den Nagel (Botanik)|Nagel gegliedert, in den sich die Platte allmählich verschmälert.
Der Fruchtstiel ist so lang oder bis etwa drei bis viermal so lang wie die Schötchen. Die Schötchen sind bei einer Länge von 2,5 bis 4 Millimetern sowie einer Breite von 1,5 bis 3 Millimetern abgeflacht, eiförmig bis elliptisch und am oberen Ende leicht bespitzt, jedenfalls nicht gerundet oder ausgerandet im Gegensatz zu anderen Lepidium-Arten.
Die Chromosomenzahl beträgt 2n = 16 oder 48.

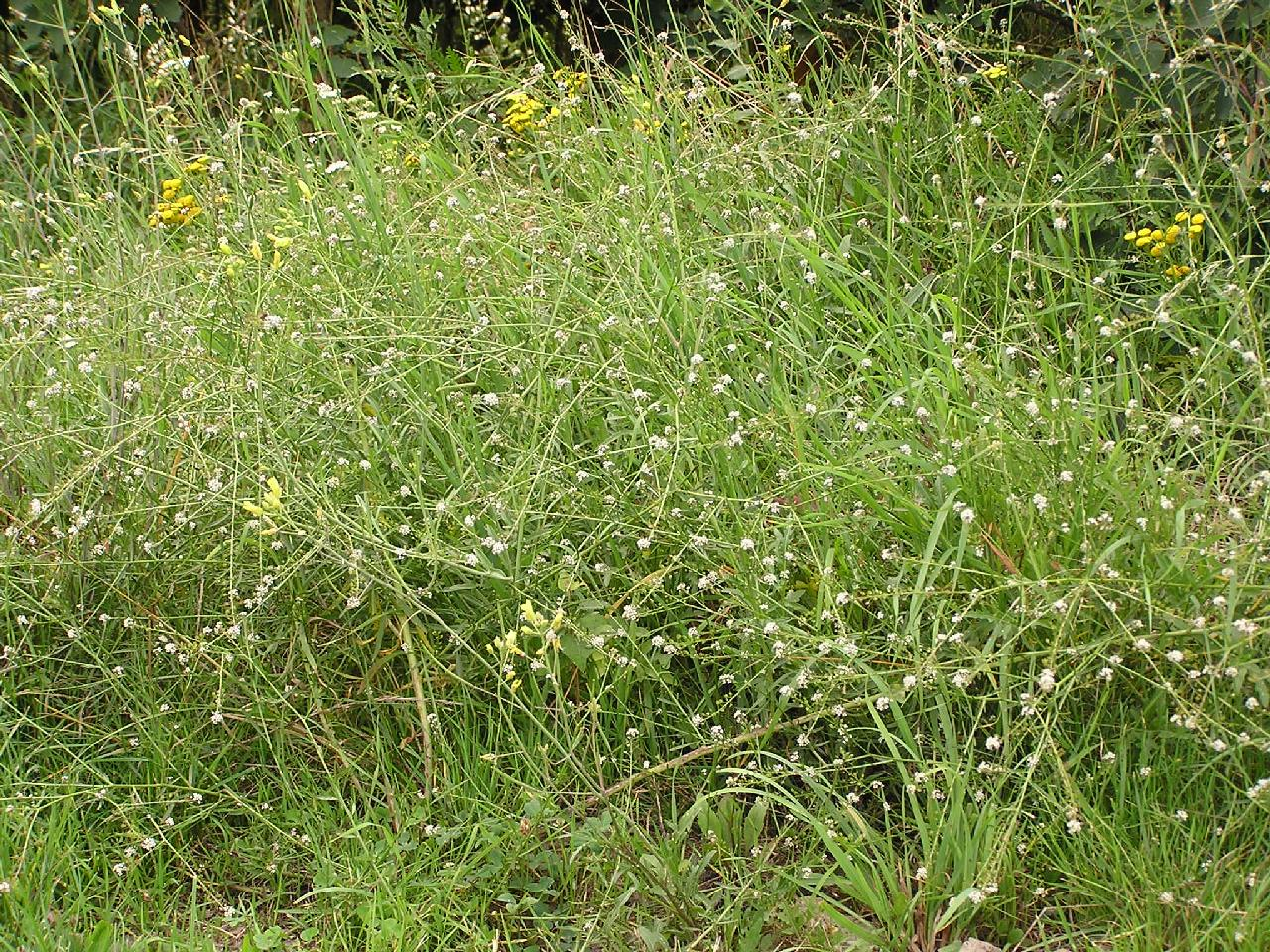
Grasblättrige Kresse (Lepidium graminifolium) im Bestand

## Vorkommen
Die Grasblättrige Kresse ist von Mittel- über Südeuropa bis Westasien und Nordafrika verbreitet. Einzelne Funde von eingeschleppten Populationen liegen auch aus küstennahen Gebieten Nordamerikas mit gemäßigtem Klima vor. Allerdings ist die Grasblättrige Kresse überall selten.
Sie wächst an felsigen Orten oder auf trockenem Brachland, insbesondere in der Nähe von großen Flüssen. In Deutschland kommt sie nur im mittleren Rheintal, im unteren Moseltal, im unteren Nahetal und im unteren Maintal vor. Sie ist in Mitteleuropa eine Charakterart des Hordeetum murini aus dem Verband des Sisymbrion. In Südeuropa kommt sie in Gesellschaften des Verbands Hordeion vor.
Die ökologischen Zeigerwerte nach Landolt et al. 2010 sind in der Schweiz: Feuchtezahl F = 2 (mäßig trocken), Lichtzahl L = 4 (hell), Reaktionszahl R = 3 (schwach sauer bis neutral), Temperaturzahl T = 4+ (warm-kollin), Nährstoffzahl N = 3 (mäßig nährstoffarm bis mäßig nährstoffreich), Kontinentalitätszahl K = 2 (subozeanisch).

## Inhaltsstoffe
Die unterirdischen und grünen Pflanzenteile enthalten das Senfölglycosid Glucotropaeolin.

## Taxonomie
Die Erstveröffentlichung von Lepidium graminifolium erfolgte 1759 durch Carl von Linné in Syst. Nat. 10. Auflage, 2, S. 1127.